# Assedio e tempesta
Assedio e tempesta (Siege and Storm) è un romanzo fantasy del 2013 della scrittrice statunitense Leigh Bardugo, secondo capitolo della trilogia ambientata nel mondo dei Grisha.

## Trama
Ricercata per tutto il Mare Vero, perseguitata dal senso di colpa per le vite spezzate a causa sua nella Faglia d’Ombra, Alina, la potente Evocaluce, sta cercando di ricostruirsi una vita con Mal in una terra dove nessuno è a conoscenza della sua vera identità. Tuttavia, questo dovrebbe averlo imparato, non si può sfuggire al proprio passato. Né, soprattutto, ci si può sottrarre per sempre al proprio destino.
L’Oscuro infatti, che non solo è sopravvissuto alla Faglia d’Ombra ma ha acquisito anche un terrificante nuovo potere, è più determinato che mai a reclamare per sé il controllo della Grisha ribelle e a usarla per impossessarsi del trono di Ravka.
Non sapendo a chi altri rivolgersi, Alina accetta l’aiuto di un alleato imprevedibile. Insieme a lui e a Mal combatterà per difendere il suo paese che, in balia della Faglia d’Ombra, di un re debole e di tiranni rapaci, sta andando rapidamente in pezzi.
Per riuscirci, però, l’Evocaluce dovrà scegliere tra l’esercizio del potere e l’amore che pensava sarebbe stato sempre il suo porto sicuro. Solo lei infatti può affrontare l’imminente tempesta che sta per abbattersi su Ravka e nessuna vittoria può essere guadagnata senza sacrificio. Finché l’Oscuro vivrà – questo Alina lo sa bene – non esisterà libertà per il suo paese. Né per lei. Forse, dopo tanti tentennamenti, è infine giunto il momento di smettere di scappare e di avere paura. Costi quel che costi.